# Teréza Nováková

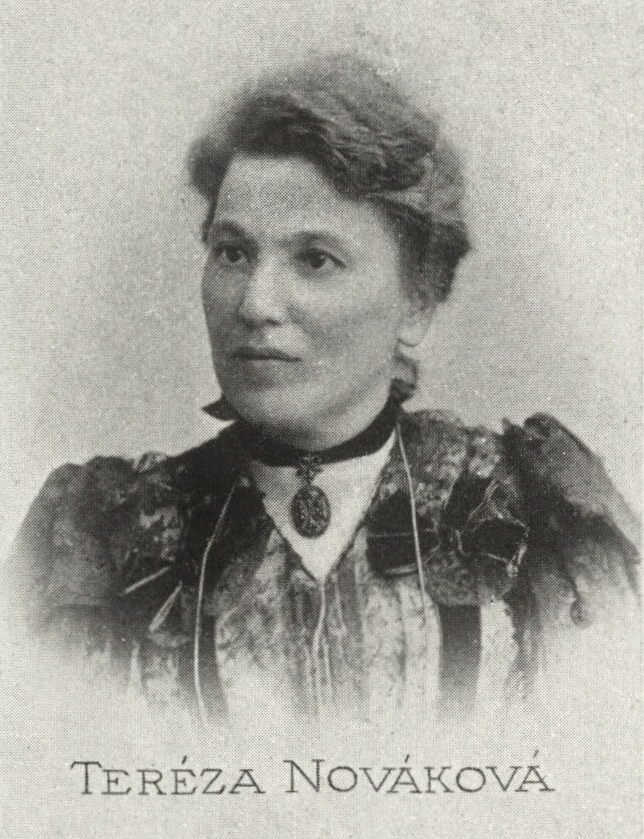
Teréza Nováková.

Teréza Nováková, född Lanhausová 31 december 1853 i Prag, död där 13 december 1912, var en tjeckisk författare och feminist. Hon var mor till Arne Novák.
Nováková författade realistiska prosaverk, vilka  bygger på studier av östra Böhmens folkliv från motreformationen till 1900-talet. Huvudpersonerna i dessa böcker, till exempel Jiří Šmatlán (1906) och Drašar (1914) bärs av religiositet och längtan efter frihet och social rättvisa.